# Saladin

Saladins standar.

Saladin (Ṣalāḥ ad-Dīn Yūsuf, kurdiska: سه‌لاحه‌دین ئه‌یوبی, Selah'edînê Eyubî, arabiska: صلاح الدين يوسف بن أيوب, Salahuddin), född 1137/1138 i Tikrit, död 1193 i Damaskus, var en sultan och kalif av Ayyubidriket. Han var av kurdisk härkomst och grundare av ayyubiddynastin.
Saladin intresserade sig för filosofi och vetenskap.
Ayyubiderna fortsatte efter Saladins död att härska från Eufrat till Nordafrika. 

## Namnet
Saladins förnamn var Yūsuf (Josef), medan Ṣalāḥ ad-Dīn är ett tillnamn med betydelsen "trons rättskaffenhet". Patronymikonet ibn Ayyūb anger honom som son till Najm ad-Din Ayyub. I Europa är han känd som Saladin.

## Vägen till makten
Saladins far, Najm ad-Din Ayyub som var guvernör i Baalbek under seldjukerna sände honom till Damaskus för utbildning. När Saladin blev äldre började han tjäna den syriska sultanen Nur ad-Din så som hans far och farbror hade gjort före honom. Han följde med sin farbror som hade befäl över en del av Nur ad-Dins arméer till Egypten. Här steg han till rangen av kapten och fick befälet över en del av armén. När hans trupper belägrades i Al Iskandarīyah (Alexandria) av de kristna palestinierna visade han prov på stor skicklighet som ledare.
När farbrodern avled fick Saladin positionen som storvesir i Fatimitekalifatet i Egypten och åtnjöt en stor makt som emir. Detta oroade de kristna syrierna och egyptierna. De anföll honom, dock utan framgång, vilket ledde till att Saladin kunde tåga in i Palestina.
Nur ad-Din började bli avundsjuk på Saladins växande makt vilket ledde till en svår balansgång för Saladin som inte ville förarga sultanen. Nur ed-Din avled 1174 och Saladin ställdes så småningom mot hans efterträdare vilken han besegrade och blev sultan över Syrien och Egypten.

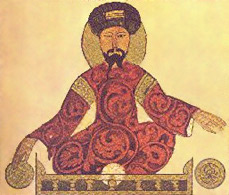
Saladin.

De följande tio åren tillbringade Saladin mestadels i mindre krig med kristna samtidigt som han befäste sina territorier. Han byggde ett citadell i Al Qāhirah (Kairo) och stod för en stor del av infrastrukturen i området. Han enade också de olika stridande fraktionerna i området mot de kristna, något som inte hade gjorts tidigare.

## Korstågen
De kristna korstågen hade pågått en längre tid innan Saladin kom till makten. Många kristna befästningar hade byggts och med dem en infrastruktur både för pilgrimer som var på väg till Jerusalem och också för handel.
Ett fredsavtal slöts mellan muslimerna och de kristna, och Saladin som var känd för att stå vid sitt ord höll också sin del av avtalet fram till att Reynald av Châtillon (1125-1187), som var greve i kungariket Jerusalem, bröt fredsöverenskommelsen och  anföll en muslimsk karavan på väg till Mecka. Krig förklarades och de kristna besegrades vid slaget i Hattin, nära Tiberias, 1187. Saladin svor att personligen döda honom. Sedan den kristna hären hade besegrats hamnade Reynald i fångenskap hos Saladin som sedan själv halshögg honom.
Den 4 juli 1187 besegrade Saladin kungen av Jerusalem, Guy av Lusignan vid Hattin. Nederlaget blev förödande och kostade de kristna tusentals stupade och tillfångatagna. Bland troféerna återfanns det ”heliga korset”, en relik som förts med ut i striden och som enligt legenden bestod av delar från det kors som Jesus hade avrättats på.
När dessa nyheter nådde Europa beslutades det efter folkligt tryck att ett tredje korståg skulle initieras för att återigen vinna tillbaka Jerusalem. Korståget leddes av Frankrikes kung Filip II August, Fredrik I Barbarossa, kejsare av Tysk-romerska riket (som dock avled på vägen till krigsskådeplatsen) och Englands kung Rikard I Lejonhjärta. 1191 intogs Acre. Rickard Lejonhjärta vann två gånger över Saladin och intog Caesarea och Jaffa. 
I oktober samma år erövrade Saladin Jerusalem och staden skulle aldrig återerövras av de kristna. Saladin, som även intog de viktiga orterna Akko och Ashkelon, hade nu nått kulmen av sina framgångar och av korsfararriket återstod endast kuststaden Tyros, som Saladin aldrig skulle lyckas betvinga.
Jerusalems fall skickade chockvågor genom Europa. Tre europeiska härskare, kejsaren Fredrik Barbarossa, kung Filip August av Frankrike och kung Rikard Lejonhjärta trummade ihop tredje korståget för att undsätta Jerusalem och försöka återvinna de förlorade områdena.
Korsfararna återtog Akko på sommaren 1191 och kung Rikard besegrade Saladin i ett stort slag utanför Arsuf samma höst vilket ledde till att staden Jaffa föll i korsfararnas händer.
Striderna utkämpades på bägge sidor med stor bitterhet och motgångarna tvingade Saladin att ingå ett fredsavtal 1192, där han avstod kuststräckan mellan Jaffa och Antioka till de kristna, men behöll Palestina och Jerusalem.
Efter fredsavtalet återvände Rickard till Europa och Saladin drog sig tillbaka till Damaskus där han 1193 insjuknade i feber och avled.